# Juno Stover-Irwin
Juno Stover-Irwin   (Los Angeles, 22 de novembre de 1928 - Union City, 2 de juliol de 2011) fou una saltadora estatunidenca que va competir durant les dècades de 1940 i 1950.
Durant la seva carrera esportiva va prendre part en quatre edicions dels Jocs Olímpics d'Estiu: el 1948, 1952, 1956 i 1960. Guanyà una medalla de bronze en la prova de palanca de 10 metres als Jocs de 1952 de Hèlsinki i una de plata en la mateixa prova als de Melbourne de 1956, mentre el 1948 fou cinquena i el 1960 quarta, sempre en la prova de palanca del programa de salts. Viatjava a les competicions acompanyada per un ukulele, amb el qual es relaxava tocant-lo.
En el seu palmarès també destaquen dues medalles de plata en la prova de palanca als Jocs Panamericans de 1955 i 1959 i dos campionats nacionals de l'AAU.